# Daniel O'Hara
Daniel O'Hara (pseudònim literari de Daniel Muñoz i Prades, Barcelona, 1968) és un filòleg, actor de teatre i cinema i escriptor català.
És llicenciat en filologia catalana i va estudiar interpretació a l'Institut del Teatre, alhora que ha fet de productor i comunicador en teatre i cinema. Treballa com a professor a l'Institut d'Ensenyament Secundari de Corbera de Llobregat i ha publicat una columna a la publicació Time Out.
Va debutar com a escriptor el 2004 amb El dia del client, finalista del XXIV Premi Just Casero, on fa un retrat sòrdid de les saunes i urinaris gais. El 2011 va guanyar el Premi Andròmina de narrativa amb El poder excloent de l'essa sonora que en 2012 fou publicada per Tres i Quatre amb el títol Dependent ben plantat per a hereu sobiranista, i en la que torna a retratar les relacions homosexuals amb crítmica a la societat.

## Obres
- El dia del client (Empúries, 2005)
- La cançó de l'estiu (Empúries, 2008)
- Dependent ben plantat per a hereu sobiranista (Tres i Quatre, 2012)